# Irish Masters 1997
Das Benson & Hedges Irish Masters 1997 war ein Snooker-Turnier im Rahmen der Snooker Main Tour der Saison 1996/97. Das Einladungsturnier wurde vom 18. bis 23. März in Kill ausgetragen. Zum 20. Mal war die Arena von Goffs in dem kleinen Ort bei Dublin der Austragungsort des Turniers.
Titelverteidiger Darren Morgan erreichte zum zweiten Mal in Folge das Finale. Während er im Vorjahr knapp mit 9:8 gegen den Ex-Weltmeister Steve Davis gewonnen hatte, verlor er diesmal mit demselben Ergebnis gegen den amtierenden Weltmeister Stephen Hendry. Für den Schotten war es der 5. Turniersieg innerhalb von 5 Monaten und der zweite Sieg beim Irish Masters.

## Preisgeld
Eine kleine Erhöhung von 5.000 £ gab es diesmal für die Letzten 4 des Turniers: je 2.000 £ mehr für die beiden Finalisten, je 500 £ für die Halbfinalisten.
| Platzierung    | Preisgeld |
| -------------- | --------- |
| Sieger         | 72.000 £  |
| Finale         | 32.000 £  |
| Halbfinale     | 16.000 £  |
| Viertelfinale  | 8.000 £   |
| Runde 1        | 6.000 £   |
| Höchstes Break | 3.000 £   |
| Insgesamt      | 195.000 £ |

## Finalrunde
Die Top 10 der Weltrangliste traten in Dublin zum Irish Masters an. Dazu wurde noch Jimmy White eingeladen und als zweiter irischer Spieler bekam Stephen Murphy, Nummer 61 der Rangliste, einen Startplatz. Die Spieler ab Platz 5 spielten in Runde 1 gegeneinander. Die Top 4 waren für das Viertelfinale gesetzt. Wie im Vorjahr wurden die ersten drei Runden im Modus Best of 11 gespielt. Das Finale ging über 9 Gewinnframes (Best of 17).
|  | Runde 1 (Best of 11) | Runde 1 (Best of 11) | Runde 1 (Best of 11) |    |                   | Viertelfinale (Best of 11) | Viertelfinale (Best of 11) | Viertelfinale (Best of 11) |   |                | Halbfinale (Best of 11) | Halbfinale (Best of 11) | Halbfinale (Best of 11) |  |  | Finale (Best of 17) | Finale (Best of 17) | Finale (Best of 17) |
|  |                      |                      |                      |    |                   |                            |                            |                            |   |                |                         |                         |                         |  |  |                     |                     |                     |
|  |                      |                      |                      |    |                   | 1                          | Stephen Hendry             | 6                          |   |                |                         |                         |                         |  |  |                     |                     |                     |
|  | 6                    | Alan McManus         | 3                    |    |                   | 1                          | Stephen Hendry             | 6                          |   |                |                         |                         |                         |  |  |                     |                     |                     |
|  | 6                    | Alan McManus         | 3                    | 11 | Jimmy White       | 5                          |                            |                            |   |                |                         |                         |                         |  |  |                     |                     |                     |
|  | 11                   | Jimmy White          | 6                    | 11 | Jimmy White       | 5                          |                            |                            | 1 | Stephen Hendry | 6                       |                         |                         |  |  |                     |                     |                     |
|  | 11                   | Jimmy White          | 6                    |    |                   |                            |                            |                            | 1 | Stephen Hendry | 6                       |                         |                         |  |  |                     |                     |                     |
|  |                      |                      |                      |    | 8                 | Ronnie O’Sullivan          | 2                          |                            |   |                |                         |                         |                         |  |  |                     |                     |                     |
|  |                      |                      |                      | 2  | 8                 | Ronnie O’Sullivan          | 2                          | John Higgins               | 4 |                |                         |                         |                         |  |  |                     |                     |                     |
|  | 8                    | Ronnie O’Sullivan    | 6                    | 2  |                   |                            |                            | John Higgins               | 4 |                |                         |                         |                         |  |  |                     |                     |                     |
|  | 8                    | Ronnie O’Sullivan    | 6                    | 8  | Ronnie O’Sullivan | 8                          |                            |                            |   |                |                         |                         |                         |  |  |                     |                     |                     |
|  | 5                    | Nigel Bond           | 5                    | 8  | Ronnie O’Sullivan | 8                          |                            |                            | 1 | Stephen Hendry | 9                       |                         |                         |  |  |                     |                     |                     |
|  | 5                    | Nigel Bond           | 5                    |    |                   |                            |                            |                            | 1 | Stephen Hendry | 9                       |                         |                         |  |  |                     |                     |                     |
|  |                      |                      |                      |    | 9                 | Darren Morgan              | 8                          |                            |   |                |                         |                         |                         |  |  |                     |                     |                     |
|  |                      |                      |                      | 3  | 9                 | Darren Morgan              | 8                          | Peter Ebdon                | 6 |                |                         |                         |                         |  |  |                     |                     |                     |
|  | 7                    | Ken Doherty          | 1                    | 3  |                   |                            |                            | Peter Ebdon                | 6 |                |                         |                         |                         |  |  |                     |                     |                     |
|  | 7                    | Ken Doherty          | 1                    | 10 | Steve Davis       | 1                          |                            |                            |   |                |                         |                         |                         |  |  |                     |                     |                     |
|  | 10                   | Steve Davis          | 6                    | 10 | Steve Davis       | 1                          |                            |                            | 3 | Peter Ebdon    | 2                       |                         |                         |  |  |                     |                     |                     |
|  | 10                   | Steve Davis          | 6                    |    |                   |                            |                            |                            | 3 | Peter Ebdon    | 2                       |                         |                         |  |  |                     |                     |                     |
|  |                      |                      |                      |    | 9                 | Darren Morgan              | 6                          |                            |   |                |                         |                         |                         |  |  |                     |                     |                     |
|  |                      |                      |                      | 9  | 9                 | Darren Morgan              | 6                          | Darren Morgan              | 6 |                |                         |                         |                         |  |  |                     |                     |                     |
|  | 4                    | John Parrott         | 6                    | 9  |                   |                            |                            | Darren Morgan              | 6 |                |                         |                         |                         |  |  |                     |                     |                     |
|  | 4                    | John Parrott         | 6                    | 4  | John Parrott      | 2                          |                            |                            |   |                |                         |                         |                         |  |  |                     |                     |                     |
|  | 12                   | Stephen Murphy       | 5                    | 4  | John Parrott      | 2                          |                            |                            |   |                |                         |                         |                         |  |  |                     |                     |                     |
|  | 12                   | Stephen Murphy       | 5                    |    |                   |                            |                            |                            |   |                |                         |                         |                         |  |  |                     |                     |                     |

## Finale
1992 hatte der 6-fache Weltmeister Stephen Hendry das Irish Masters schon einmal gewonnen, aber zweimal hatte er auch schon ein Finale mit 8:9 verloren. Darren Morgan war der Überraschungssieger von 1996 und hatte damals seinen bedeutendsten Turniersieg errungen. Gegen Hendry hatte er bei den Welsh Open 1992 ein Ranglistenfinale verloren. Überhaupt hatte er in 13 Begegnungen erst einmal gegen den Schotten gewonnen.
Hendry begann das Endspiel souverän und ging unter anderem mit einem Century und einem Fast-Century mit 3:0 in Führung. Aber Morgan konterte mit zwei eigenen hohen Breaks und ließ die Nummer 1 nicht davonziehen. Mit 3:5 nach der ersten Session hatte er sich noch alle Chancen offengelassen. Auch als Hendry im ersten Frame des Abends wieder einen Vorsprung von 3 Frames herstellte, hielt er unbeirrt dagegen und startete eine Serie. Mit 4 gewonnenen Frames in Folge gelang es ihm, das Match zu drehen und selbst mit 7:6 in Führung zu gehen. Nach Hendrys Ausgleich ging er sofort wieder in Führung, doch im 16. Frame konnte er nicht vollenden. Der Schotte glich erneut aus und rettete sich in den Entscheidungsframe. Auch dort hatte Morgan wieder eine große Chance, aber sein Break endete nach 52 Punkten. Nicht genug für den Sieg, denn Hendry gelangen insgesamt 70 Punkte und er gewann mit 9:8 seinen zweiten Irish-Masters-Titel und schaffte seinen 11. Finalsieg in Folge.
| Finale: Best of 17 Frames Goffs, Kill, Irland, 23. März 1997 |                |               |
| Stephen Hendry | 9:8            | Darren Morgan |
| Nachmittag: 69:19, 126:0 (126), 96:0 (96), 30:85 (82), 0:100 (100), 120:12 (79), 0:98 (68), 64:19 (54); Abend: 95:10 (59), 28:92, 45:80 (56), 21:67, 0:81 (80), 76:5 (67), 15:91 (69), 80:12, 70:56 (52 Morgan) |                |               |
| 126 | Höchstes Break | 100           |
| 1 | Century-Breaks | 1             |
| 6 | 50+-Breaks     | 7             |

## Century-Breaks
8 Breaks von 100 oder mehr Punkten gab es in dem Turnier, vier Spieler waren dafür verantwortlich. Bereits in der Auftaktrunde legte John Parrott das höchste Turnierbreak mit 129 Punkten vor. Dies brachte ihm zusätzlich zu seinem Preisgeld noch einmal 3.000 £.
| John Parrott      | 129           |
| Stephen Hendry    | 127, 126      |
| Ronnie O’Sullivan | 121, 118, 101 |
| Darren Morgan     | 100 (2×)      |